# Åländische Landschaftsregierung

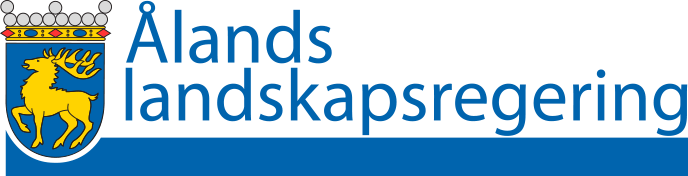
Logo der Åländischen Landschaftsregierung

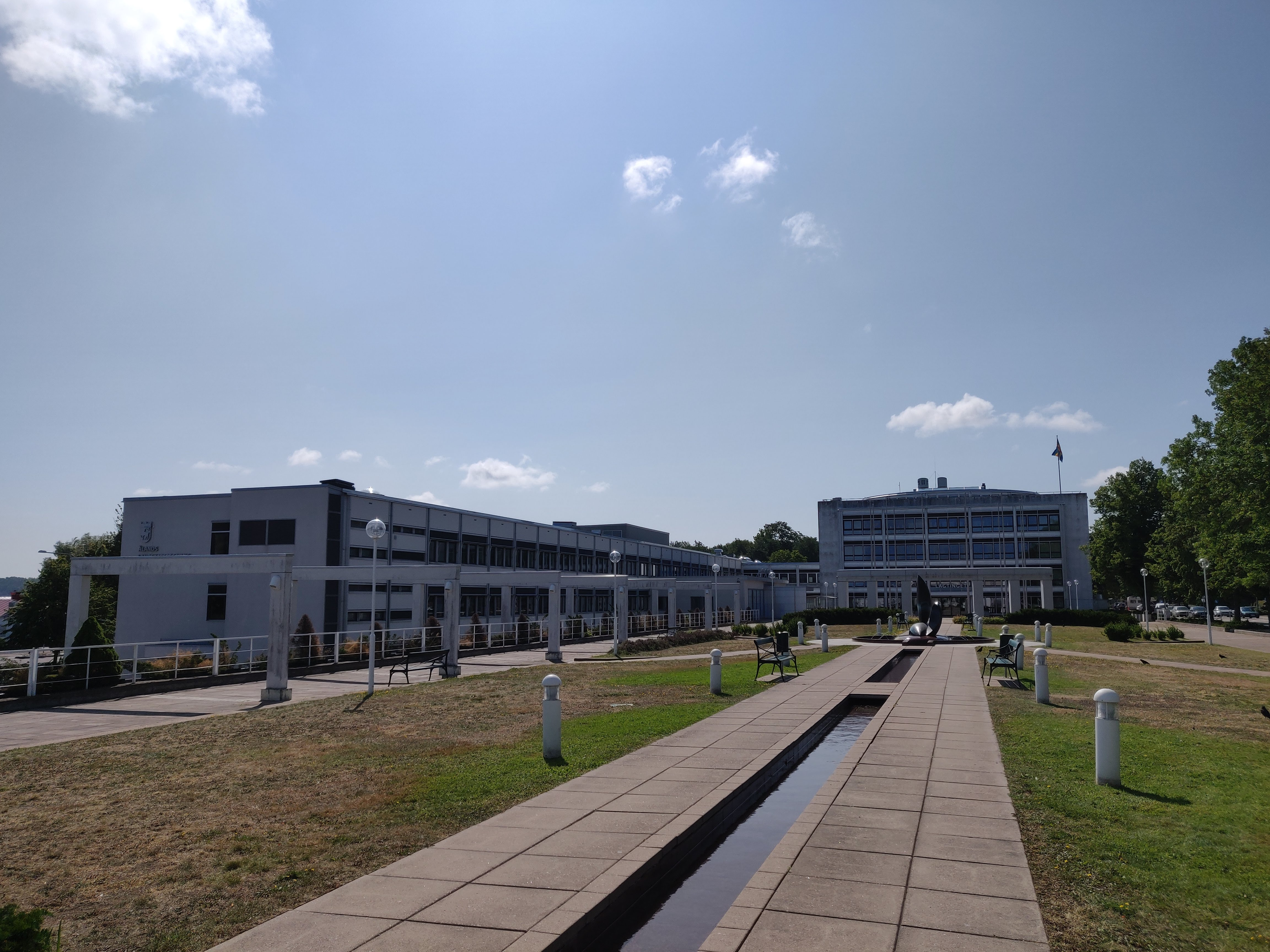
Gebäude der Åländischen Landschaftsregierung neben dem Lagting (rechts)

Die Åländische Landschaftsregierung, auf Schwedisch Ålands landskapsregering (finnisch Ahvenanmaan maakunnan hallitus), bildet als Regierung die Exekutive der autonomen finnischen Åland-Inseln für alle Politikfelder, in denen Åland nach dem Selbstverwaltungsgesetz autonom ist. An der Spitze der achtköpfigen Regierung steht der Lantråd.

## Legitimation
Legitimiert ist die Åländische Landschaftsregierung entsprechend einer Demokratie durch den Lagting, welcher die Volksvertretung darstellt. Ihm gegenüber ist sie verantwortlich und wird auch von ihm gewählt, wobei auch eine Minderheitsregierung möglich ist.

## Zusammensetzung
Die an der Spitze der Regierung stehende Lantråd von Åland hat kein weiteres Fachressort in ihrem Aufgabenbereich. Vicelantråd und die weiteren Regierungsmitglieder stehen einem der Ministerien vor:
- Ministerium für Bildung und Kultur
- Ministerium für zivile Angelegenheiten
- Ministerium für Industrie, Handel und Umwelt
- Ministerium für Soziales und Gesundheit
- Finanzministerium
- Ministerium für Infrastruktur und Klima

### Aktuelle Landschaftsregierung
Nach der Parlamentswahl in Åland 2023 bildeten die Koalitionspartner Liberale auf Åland, Åländisches Zentrum und die Ålands Sozialdemokraten ein Kabinett unter der Ministerpräsidentin Katrin Sjögren.
| Amt                            | Amtsinhaber      | Partei | Partei | Beginn der Amtszeit | Ende der Amtszeit |
| ------------------------------ | ---------------- | ------ | ------ | ------------------- | ----------------- |
| Lantråd                        | Katrin Sjögren   |        | LIB    | 11. Dezember 2023   |                   |
| Vicelantråd Bildung und Kultur | Annika Hambrudd  |        | C      | 11. Dezember 2023   |                   |
| Infrastruktur und Klima        | Camilla Gunell   |        | ÅSD    | 11. Dezember 2023   |                   |
| Finanzen                       | Mats Perämaa     |        | LIB    | 11. Dezember 2023   |                   |
| Industrie, Handel und Umwelt   | Jesper Josefsson |        | C      | 11. Dezember 2023   |                   |
| Zivile Angelegenheiten         | Ingrid Zetterman |        | LIB    | 11. Dezember 2023   |                   |
| Soziales und Gesundheit        | Arsim Zekaj      |        | ÅSD    | 11. Dezember 2023   |                   |

## Sitz der Regierung
Die Åländische Landschaftsregierung hat ihren Sitz direkt neben dem Lagting am Österhamn, dem Hafen an der Ostküste Mariehamns. Beide Gebäudeteile umschließen den „Selbstverwaltungshof“ (schwedisch Självstyrelsegården).